# Kap Fletcher
Kap Fletcher ist ein kleines Kap an der vereisten Mawson-Küste des ostantarktischen Mac-Robertson-Lands. Es liegt südlich des Martin-Riffs auf halbem Weg zwischen dem Strahan-Gletscher und dem Scullin-Monolithen.
Teilnehmer der British Australian and New Zealand Antarctic Research Expedition (1929–1931) unter der Leitung des australischen Polarforschers Douglas Mawson entdeckten und benannten es. Namensgeber ist Harold Oswald Fletcher (1903–1996), Assistenzbiologe bei dieser Forschungsreise.